# St. Paulus (Worms)

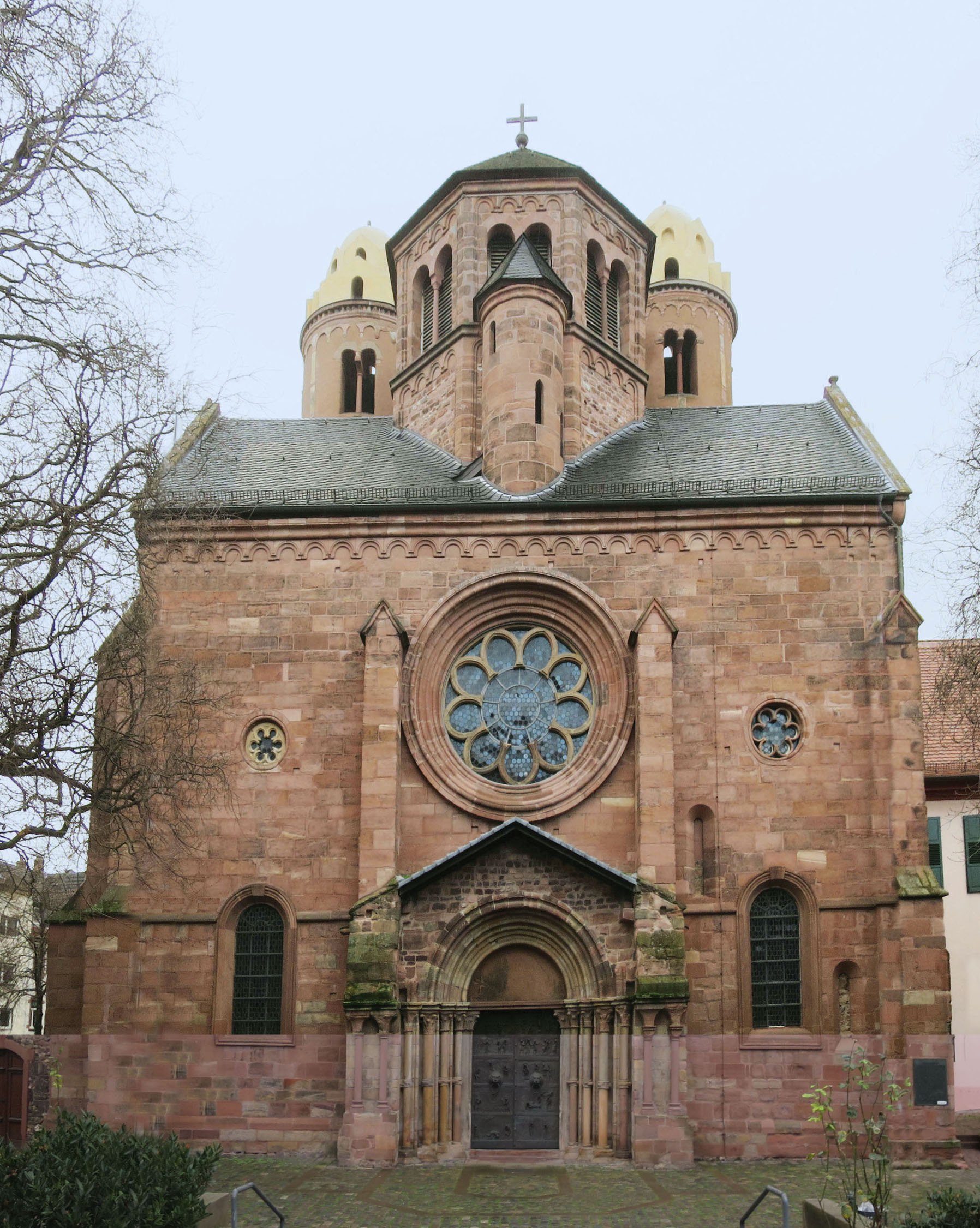
Westfassade

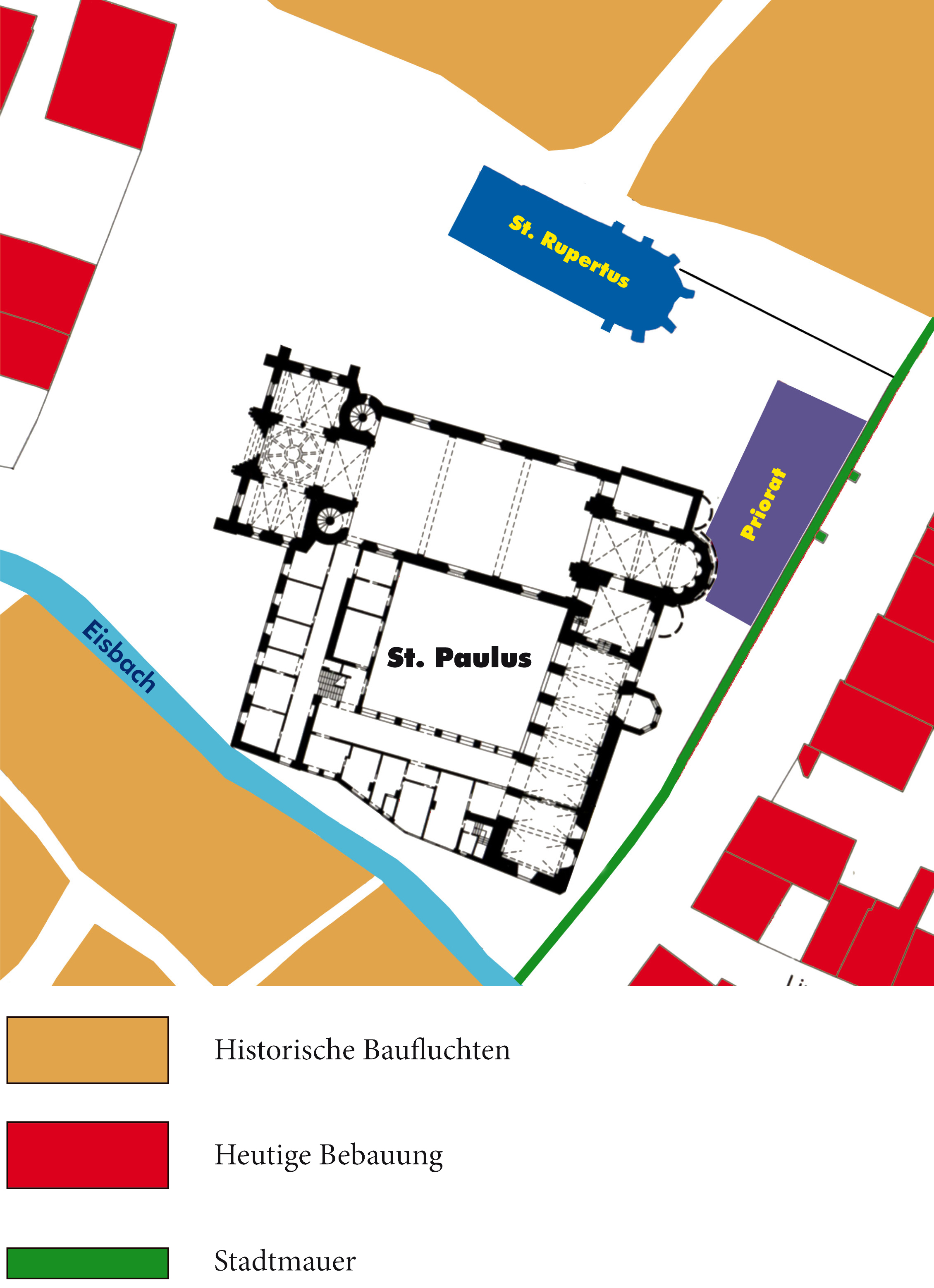

Die Kirche St. Paulus in Worms war bis zur Säkularisation 1802 die Kirche und der Mittelpunkt des gleichnamigen Stifts. Sie war 1929–2024 die Klosterkirche des Wormser Dominikanerklosters St. Paulus. Das Patrozinium liegt bei Paulus von Tarsus.

## Vorgeschichte
An der Stelle im Stadtbereich, die heute die Kirche einnimmt, befand sich in spätrömischer Zeit ein Teil des letzten römischen Kastells. Dort stand, an die ursprüngliche rheinseitige östliche Mauer der Stadtbefestigung angelehnt, im Hochmittelalter zunächst die Burg der Saliergrafen. In der Bauhofgasse, unmittelbar vor dem Ostchor von St. Paulus, wurde ein Archäologisches Fenster offen gelassen, das die Abfolge römischer und mittelalterlicher Fundamente dieser Befestigungen zeigt.

## Topografie
Nur wenige Schritte nördlich und parallel zur Stiftskirche lag die zugehörigem, allerdings kleinere, aber frühmittelalterliche Pfarrkirche St. Rupertus. Die Stiftsklausur schloss sich südlich an die St. Pauluskirche an. Nordöstlich von ihr stand das Haus des Propstes. Die Kirche umgab in Mittelalter und Früher Neuzeit im Westen und Norden ein Friedhof. Stiftskurien (Stiftsherrenhäuser) verteilten sich im Immunitätsbezirk, der östlich von der Stadtmauer bis westlich an die heutige Römerstraße reichte. Dessen südliche Begrenzung war der Eisbach, die nördliche Grenze ist nicht so sicher. Es könnte die heutige Pfalzgrafenstraße gewesen sein.

## Geschichte

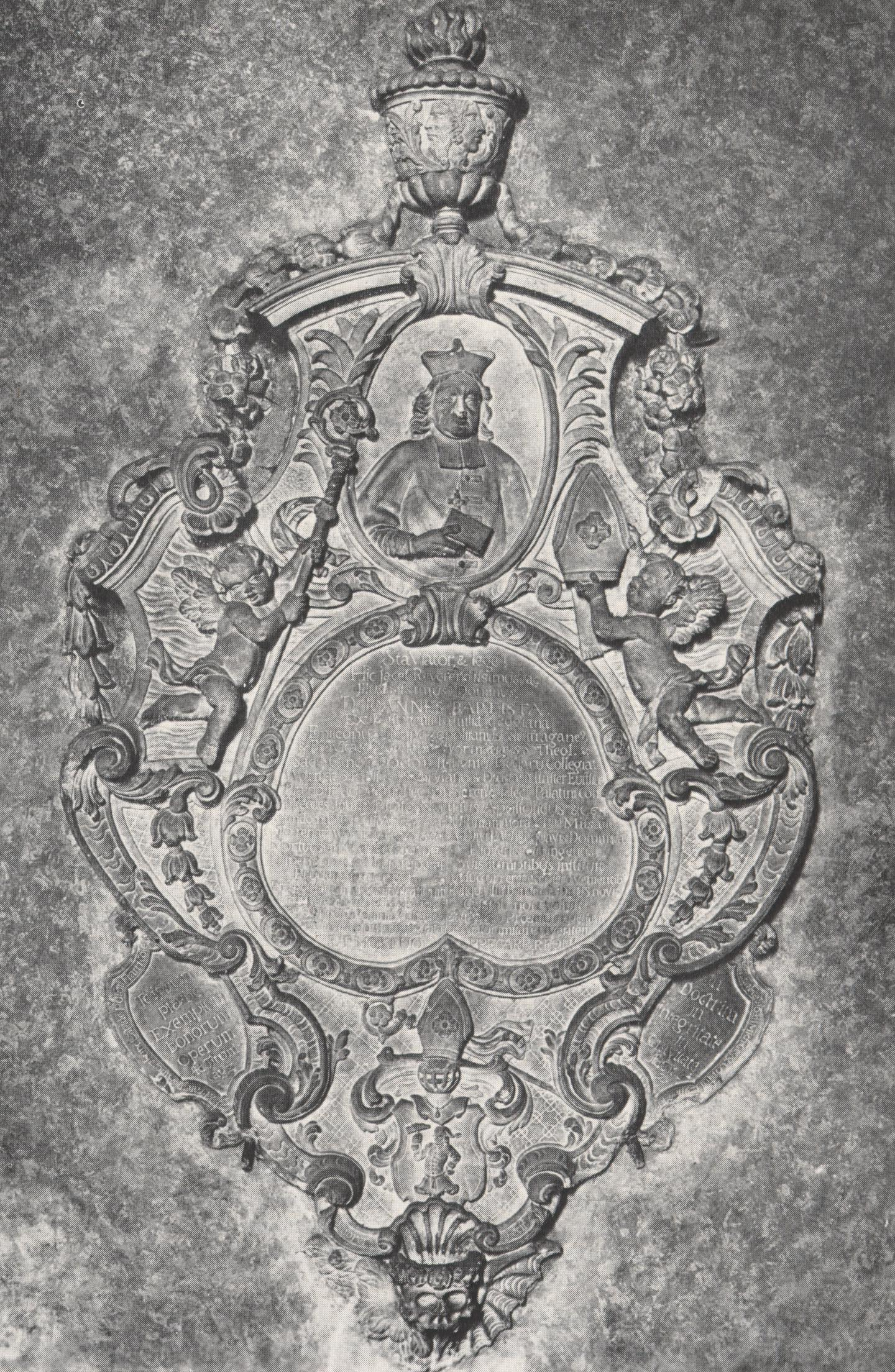
Epitaph von Bischof Gegg, zerstört 1945

### Mittelalter und frühe Neuzeit
Am 3. Oktober 1002 schenkte König Heinrich II. dem Bistum Worms den Besitz von Herzog Otto von Worms in der Stadt und deren Umland. Dazu gehörte auch die Burg der Salier, ein Areal, das Bischof Burchard nutzte, um dort Kirche und Stift St. Paulus einzurichten. Die Arbeiten begannen laut Vita Burchardi unmittelbar nach der Räumung der Burg durch den Herzog.
Diese erste Kirche war eine dreischiffige romanische Pfeilerbasilika mit drei Apsiden im Osten. Sie war etwa 40. m lang und hatte kein Querschiff. Um 1190 wurde der Ostchor des Hauptschiffs erneuert und der heute noch stehende Chor mit einem inneren Abschluss aus fünf Konchen gestaltet, der nach außen einen Fünfachtelschluss und eine große Zwerchgalerie aufweist.  Das Äußere der Chorapside von St. Paulus kopiert etwas vereinfacht und in kleinerem Maßstab die um 1080–1195 errichtete spätromanische Chorapside des Fritzlarer Doms, der ebenfalls von Wormser Bauleuten errichtet wurde.
Beim großen Stadtbrand am 13. Juli 1221 und bei einem Quartiersbrand im Juli 1231 soll nach sehr viel später verfassten Chroniken auch die Kirche beschädigt worden sein – Baubefunde dazu gibt es allerdings nicht. Der Wiederaufbau zog sich bis in die Mitte des 13. Jahrhunderts hin. Im Anschluss an diese Ereignisse wurde auch das heute noch erhaltene Westwerk mit einem zusätzlichen Turm vor die beiden bestehenden Türme gesetzt. Das Kirchenschiff war nie eingewölbt.
1689 wurde die Kirche im Pfälzischen Erbfolgekrieg so schwer zerstört, dass beim Wiederaufbau am Anfang des 18. Jahrhunderts die Ruine des Kirchenschiffs abgetragen und durch eine barocke, einschiffige Saalkirche in der Breite der vorher vorhandenen drei Schiffe ersetzt wurde, die der Wormser Weihbischof Johann Baptist Gegg am 7. November 1717 weihen konnte. 1730 wurde er in der Kirche beigesetzt. und erhielt dort ein Epitaph, das bei der Zerstörung der Pauluskirche 1945 unterging. Die Decke der Saalkirche war von Johann Martin Seekatz mit Szenen aus dem Leben des St. Paulus ausgemalt, die im Zweiten Weltkrieg zerstört wurden.

### Profane Nutzung
Mit der Besetzung von Worms im Ersten Koalitionskrieg wurde die Kirche profaniert und zu einem Lager für Mehl umgebaut. Die verbliebenen Stiftsherren feierten ihre Gottesdienste nun in der Dominikanerkirche. 1802 wurde das Stift durch die Franzosen aufgehoben. Das Kirchengebäude und die Stiftsbauten kamen 1803 zum Vermögen der St. Martin-Gemeinde, die die Anlage aber gottesdienstlich nicht nutzte, sondern für profane Zwecke vermietete. 1806 diente die Kirche als Heu-, später als Tabak- und Holzlager. Die Sakristei wurde um 1860 abgebrochen. Die Ausstattung gelangte teilweise in andere Kirchen.
Von 1881 bis 1926 diente die Kirche als Museum, die Stiftsgebäude als Bibliothek. Hier wurde die Sammlung des Altertumsvereins Worms gezeigt. Die Einrichtung trug die Bezeichnung „Paulusmuseum“. Für die Nutzung als Museum erhielt der Innenraum eine Ausmalung von Lorenz Gedon.

### Dominikanerkloster
In den 20er Jahren des 20. Jahrhunderts entschloss sich der Dominikanerorden, erneut eine Ordensniederlassung in Worms zu gründen. Als Standort wurde St. Paulus mit den umgebenden ehemaligen Stiftsgebäude ausgesucht. Bei Bauarbeiten in Vorbereitung auf diese Umnutzung wurde 1928 im Chor der Kirche auch das Grab von Bischof Gegg aufgefunden, der 1929 links hinter dem neu aufgebauten Hochaltar wieder beigesetzt wurde. Auch der barocke Hochaltar im Chor wurde damals dort aufgestellt. Er stammt aus dem Jahr 1718 und wurde für die Pfarrkirche St. Peter in Herrnsheim geschaffen. In der Altarinsel vorne im Kirchenschiff befinden sich Reliquien der Märtyrer Gratia, Castus und Gaudiosus.
Im Zweiten Weltkrieg wurde die Kirche bei mehreren Luftangriffen auf Worms, vor allem bei dem Luftangriff vom 21. Februar 1945, stark beschädigt und die Innenausstattung zerstört. Vorübergehend dienten nun zwei Flügel des Kreuzgangs in der Form einer Winkelkirche als provisorische Kirche. Knapp drei Jahre später war die Kirche wiederhergestellt, der Innenraum in vereinfachten Formen, um den Abschluss der Arbeiten zu beschleunigen. Sie wurde am 8. Dezember 1947 vom Mainzer Bischof Albert Stohr neu geweiht.
1968 wurde das Dach über der Westfassade bei einem Sturm beschädigt, der auch zahlreiche Bäume umriss, wobei die Stützmauer hinter der Ostseite der Kirche beschädigt wurde. 1973 begannen Restaurierungsarbeiten in der Kirche. Von 1989 bis 1994 wurde die Kirche und 1999 deren Innenraum umfassend renoviert. Bis zu dessen Auflösung 2024 diente sie weiter dem Dominikanerkloster St. Paulus.

## Bau
Eine Besonderheit der Architektur sind die beiden in mehreren Bauphasen errichteten Rundtürme. Sie wurden noch vor 1110 – also unmittelbar nach dem Ersten Kreuzzug – fertiggestellt. Sie tragen steinerne Kuppeldächer im byzantinischem Stil, vielleicht nach dem Modell der Jerusalemer Grabeskirche. Drei ähnliche Kirchtürme in Rheinhessen werden als „Heidentürme“ bezeichnet. Das von ihnen überragte romanische Westwerk stammt aus dem 13. Jahrhundert und weist bereits gotische Einflüsse auf. Bekrönt ist es mittig von einem weiteren Turm, der gegenüber seiner ursprünglichen Gestalt nach dem Wiederaufbau nach dem Zweite Weltkrieg um ein Geschoss eingekürzt und mit einem relativ flachen Dach gedeckt ist. Bis zum Zweiten Weltkrieg trug er eine barocke Turmhaube.
Die Türen des Westportals aus Bronze sind verkleinerte Kopien der Bernwardstür des Hildesheimer Doms von 1015. Die ersten Kopien schuf der Bildhauer Lorenz Gedon 1881, allerdings fehlen aus Platzgründen bei beiden Flügeln jeweils die zwei obersten Bildfelder und links Verhör und Verurteilung von Adam und Eva, sowie rechts die Darbringung im Tempel. Diese erste Kopie bestand im Gegensatz zum Original nicht aus Bronze, sondern aus Gusseisen. Der Eisenguss war aufgrund von Kriegsschäden, der Alterung und der Korrosion des Materials nach 120 Jahren in schlechtem Zustand. 2007 wurde das Portal deshalb in Bronze erneuert.
An den Säulen zum Chor stehen zwei lebensgroße Gipsfiguren aus der Mitte des 20. Jahrhunderts, rechts Paulus, links Dominikus. Der Kreuzweg im Westwerk wurde um 1935 vom Dominikanerpater Lukas Knackfuß gemalt. Er zeigt die Passionsgeschichte in der Szenerie des alten Worms.